# Holón (filosofía)

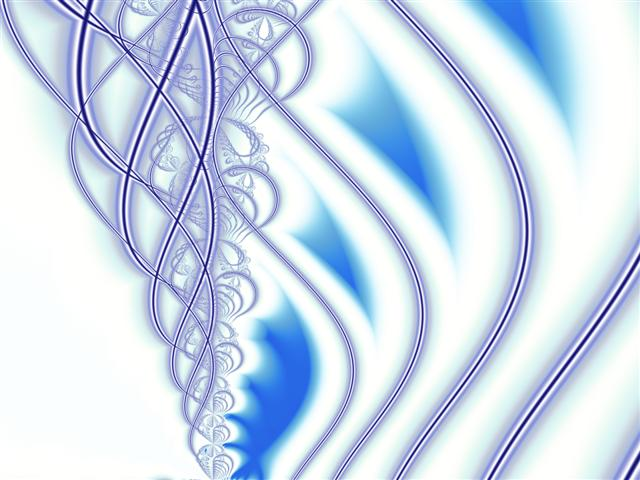
Un fractal se acerca a la idea de holón por ser una parte del mismo una representación del total.

Un holón es algo que es a la vez un todo y una parte. La palabra fue empleada por Arthur Koestler en su libro El espíritu de la máquina. El término en latín proviene de la palabra griega ὅλος que ya era usada por filósofos de la Grecia Antigua en el periodo Presocrático para referirse a este concepto proveniente del protoindoeuropeo *solh₂wós.

## Definición general
Cada sistema puede considerarse un holón, ya sea una partícula subatómica o un planeta. En un ámbito no físico, las palabras, ideas, sonidos, emociones y todo lo que puede identificarse es a la vez parte de algo y a la vez está conformado por partes.
Dado que un holón está encuadrado en todos mayores, está influido porque influye a los todos mayores. Y dado que un holón contiene subsistemas o partes está influido a su vez por e influye a estas partes. La información fluye bidireccionalmente entre sistemas menores y mayores. Cuando esta bidireccionalidad del flujo de información se pone en peligro por algún motivo, el sistema empieza a desmoronarse: los todos no reconocen depender de sus partes subsidiarias y las partes no reconocen más la autoridad organizativa de los todos.
Una arquía holónica recibe el nombre de holoarquía. El modelo holoárquico puede entenderse como un intento de modificar y modernizar las percepciones de la jeararquía natural.
Los holones junto con los informones se emplean en el estudio de funciones cognitivas asociadas a la conciencia, en determinadas ramas de investigación en informática. En el sentido de autosemejanza, los holones tienen gran similitud con las fractales.

## Principios de los holones
Según el filósofo norteamericano Ken Wilber partiendo de la idea de que el Cosmos está compuesto de holones (totalidades/parte), descubrir lo que comparten los holones puede ayudarnos a ver lo que tiene en común la evolución en todos sus dominios (físico, biológico, psicológico, espiritual, etc.), así como las pautas que tienen en común todos ellos.
1. La realidad cosmogónica o no está compuesta de holones.
2. Los holones comparten características o capacidades fundamentales:
  1. Individualidad
  2. Comunión
  3. Trascendencia
  4. Disolución
3. Los holones emergen holoárquicamente.
4. Cada holón que emerge trasciende e incluye a sus predecesores.
5. Lo inferior establece las posibilidades de lo superior y lo superior establece las probabilidades de lo inferior.
6. El número de niveles que comprende una jerarquía determina su profundidad y el número de holones determina su amplitud.
7. Cada nuevo nivel emergente de la evolución tiene mayor profundidad y menor amplitud.
8. Si se destruye o desaparece un holón, también desaparecerán todos los holones superiores a él conservándose únicamente los holones inferiores a él.
9. Las holoarquías evolucionan.
10. Los flujos de cambio se muestran como holoflujos.
11. Lo micro está en relación con lo macro en todos los niveles de su profundidad.